# Hobart (Oklahoma)
Hobart é uma cidade localizada no estado norte-americano de Oklahoma, no Condado de Kiowa.

## Demografia
Segundo o censo norte-americano de 2000, a sua população era de 3997 habitantes.
Em 2006, foi estimada uma população de 3771, um decréscimo de 226 (-5.7%).

## Geografia
De acordo com o United States Census Bureau tem uma área de
7,0 km², dos quais 7,0 km² cobertos por terra e 0,0 km² cobertos por água. Hobart localiza-se a aproximadamente 473 m acima do nível do mar.

## Localidades na vizinhança
O diagrama seguinte representa as localidades num raio de 24 km ao redor de Hobart.